# Función elíptica lemniscática

Dada una lemniscata de Bernouilli tal que el producto de la distancia a los focos es 1/2, la función seno lemniscático calcula la longitud de la cuerda r a partir de la longitud del arco de la lemniscata s medido desde el origen. Dicho de otra manera, correlaciona la longitud del arco de lemniscata s con la distancia r del punto de la curva al origen.
Cada cuadrante contiene un arco de longitud, correspondiente a una cuarta parte de la longitud total de la lemniscata. Los focos están en

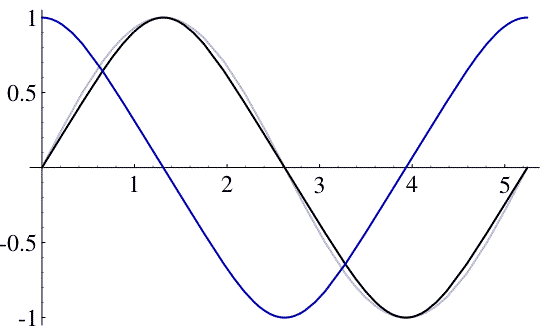
Seno lemniscático sl (negro) y coseno lemniscático cl (azul), comparados con el seno trigonométrico (gris claro), ajustado al período de sl

En matemáticas, una función elíptica lemniscática es un tipo de función elíptica relacionada con la longitud del arco de una lemniscata de Bernoulli, como el seno lemniscático (abreviado sinlemn o {\displaystyle \mathrm {sl} }) y el coseno lemniscático (abreviado coslemn o {\displaystyle \mathrm {cl} }). Estas funciones matemáticas especiales, introducidas por el matemático Carl Friedrich Gauss, se corresponden con las funciones seno coseno de una circunferencia. Históricamente, son las dos primeras de las que posteriormente serían conocidas como funciones elípticas.

## Historia
El problema de calcular la longitud del arco de la lemniscata de Bernouilli fue estudiado en 1718 por Giulio Carlo de' Toschi di Fagnano. En 1796, el joven Gauss (que entonces contaba con 19 años de edad), también se ocupó de la cuestión de cómo calcular la longitud del arco de lemniscata {\displaystyle s} comprendido entre el origen de coordenadas y un punto de la curva cuya distancia al origen {\displaystyle r\in (-1,1)} (según se supo en notas publicadas después de su muerte y en su propio diario). Matemáticamente, esto le llevó a determinar la función inversa {\displaystyle r=r(s)} de la integral elíptica
{\displaystyle s(r)=\int _{0}^{r}{\frac {\mathrm {d} \,\rho }{\sqrt {1-\rho ^{4}}}}.}
Gauss llamó a esta función inversa sinus lemniscatus y le asignó la notación {\displaystyle \mathrm {sl} }, por lo que
{\displaystyle r=\mathrm {sl} \,s}
En consecuencia, definió el cosine lemniscatus {\displaystyle \mathrm {cl} \,s=\mathrm {sl} \,({\tfrac {\varpi }{2}}-s)}, donde {\displaystyle \varpi } es la longitud del perímetro de una de las dos ramas de la lemniscata, es decir
{\displaystyle \varpi =2\int _{0}^{1}{\frac {\mathrm {d} \,\rho }{\sqrt {1-\rho ^{4}}}}\approx 2{,}62205\ 75542\ 92119\ 81046\,48395\ 89891\ldots } (sucesión A062539 en OEIS)
También advirtió la relación siguiente:
{\displaystyle \varpi ={\frac {\pi }{{\text{mag}}(1,{\sqrt {2}})}}}
siendo  {\displaystyle {\text{mag}}(a,b)} la media aritmética geométrica de los dos valores dados. 
Gauss se guio por la analogía con las funciones circulares para utilizar esta términología, observando que el seno es la función recíproca de la siguiente integral, cuya solución es la función arcoseno:
{\displaystyle s(r)=\int _{0}^{r}{\frac {\mathrm {d} \,\rho }{\sqrt {1-\rho ^{2}}}},\qquad {\mbox{y por lo tanto, para una semicircunferencia}}\qquad \varpi _{\text{circ}}=2\int _{0}^{1}{\frac {\mathrm {d} \,\rho }{\sqrt {1-\rho ^{2}}}}=\pi }
y además {\displaystyle r=\sin s} y {\displaystyle \cos s=\sin({\tfrac {\pi }{2}}-s)}. Su otra idea clave era no solo definir las funciones {\displaystyle \mathrm {sl} } y {\displaystyle \mathrm {cl} } para los números reales, sino también continuarlas en los números complejos. Más adelante demostró las relaciones de periodicidad
{\displaystyle \mathrm {sl} \,(s+2\varpi )=\mathrm {sl} \,s,\qquad \mathrm {sl} \,(s+2\mathrm {i} \varpi )=\mathrm {sl} \,s.}
En contraste con el seno trigonométrico, el seno lemniscático {\displaystyle \mathrm {sl} } tiene  dos períodos {\displaystyle 2\varpi } y {\displaystyle 2\mathrm {i} \varpi }, al igual que la función {\displaystyle \mathrm {cl} }. Las funciones lemniscáticas son elípticas. Carl Gustav Jakob Jacobi introdujo las llamadas funciones elípticas de Jacobi alrededor de 1830, generalizando las dos funciones lemniscáticas.

## Funciones elípticas lemniscáticas
Las funciones elípticas lemniscáticas están estrechamente relacionadas con las funciones elípticas de Weierstrass, de las que son un caso particular cuando las invariantes de Weierstrass satisfacen g2 = 1 y g3 = 0.
En el caso lemniscático, el semiperíodo mínimo ω1 es real e igual a
{\displaystyle {\frac {\Gamma ^{2}\left({\frac {1}{4}}\right)}{4{\sqrt {\pi }}}}}
donde Γ es la función gamma. El segundo semiperíodo, más pequeño, es imaginario puro e igual a iω1. En términos más algebraicos, el par fundamental de períodos es un múltiplo real de enteros gaussianos.
Las constantes e1, e2 y e3 están dadas por
{\displaystyle e_{1}={\tfrac {1}{2}},\qquad e_{2}=0,\qquad e_{3}=-{\tfrac {1}{2}}.}
El caso g2 = a, g3 = 0 puede ser manejado mediante una transformación de escala. Sin embargo, esto puede involucrar números complejos. Si se desea permanecer dentro de los números reales, hay dos casos a considerar: a > 0 y a < 0. El paralelogramo de los períodos es un cuadrado o un rombo.

## Funciones seno y coseno lemniscáticos
Las funciones seno lemniscático (latín: sinus lemniscatus) y coseno lemniscático (latín: cosinus lemniscatus)  (alternativamente, sinlemn o también sl; y coslemn o también cl) son análogas a las funciones seno y coseno habituales, con un círculo reemplazado por una lemniscata. Están definidas por
{\displaystyle \operatorname {sl} (s)=r}
donde
{\displaystyle s(r)=\int _{0}^{r}{\frac {d\rho }{\sqrt {1-\rho ^{4}}}}}
y
{\displaystyle \operatorname {cl} (s)=c}
donde
{\displaystyle s(c)=\int _{c}^{1}{\frac {d\rho }{\sqrt {1-\rho ^{4}}}}.}
Son funciones doblemente periódicas (o elípticas) en el plano complejo, con los períodos 2πG y 2πiG, donde la constante de Gauss G viene dada por
{\displaystyle G={\frac {2}{\pi }}\int _{0}^{1}{\frac {d\rho }{\sqrt {1-\rho ^{4}}}}={\frac {\varpi }{\pi }}=0.8346\ldots .}
Dado que los períodos tienen el mismo módulo y son ortogonales, su retícula compleja es cuadrada.
El coseno lemniscático {\displaystyle \mathrm {cl} } se puede deducir directamente del seno lemniscático {\displaystyle \mathrm {sl} }, dado que {\displaystyle \mathrm {cl} \,s=\mathrm {sl} \,({\tfrac {G\pi }{2}}-s)}

## Longitud de arco de una lemniscata
Existe una relación directa entre las dimensiones de una lemniscata de Bernoulli definida con la constante del producto de distancias 12, es decir, con los focos en (1√2, 0) (−1√2, 0), o lo que es lo mismo, definida para (-1 ≤ x ≤ 1), cuya ecuación implícita es: 
{\displaystyle \left(x^{2}+y^{2}\right)^{2}=x^{2}-y^{2}}
La longitud s del arco desde el origen hasta un punto a la distancia r del origen viene dada por
{\displaystyle s(r)=\int _{0}^{r}{\frac {d\rho }{\sqrt {1-\rho ^{4}}}}.}
Para la lemniscata de Bernouilli anteriormente descrita completa, con sus dos lóbulos, se tiene que su longitud total es:
{\displaystyle S=2\varpi =2G\pi =5.244115\ldots }
La función seno lemniscático es la recíproca de la integral anterior, y permite calcular para cada punto de la curva su distancia r desde el origen en función de la longitud de su arco desde el origen s. De manera similar, la función coseno lemniscático da la distancia desde el origen, en función de la longitud del arco desde (1, 0).